# Ärger in Cactus Creek
Ärger in Cactus Creek ist eine US-amerikanische Westernkomödie aus dem Jahr 1950 von Charles Lamont mit Donald O’Connor, Gale Storm und Walter Brennan in den Hauptrollen. Der Film wurde von Universal-International produziert.

## Handlung
Der Bankräuber Rimrock Thomas erreicht mit seinen Männern das Städtchen Cactus Creek in Arizona. Die Planung eines Banküberfall wird durch das Erscheinen einer Showtruppe unterbrochen. Zur Truppe gehören die Schauspielerin Lily Martin und ihre Nichte, Julie, der Jungmime Ralph sowie der Hauptdarsteller Tracy Holland und Edward Timmons, das Mädchen für alles. Als Rimrock erfährt, dass Lily auftritt, ändert er den Plan. Die Bank soll von seinen Männern während der Aufführung überfallen werden, bei der er anwesend sein wird. 
Edward, in Lily verliebt, träumt davon, selber als Schauspieler auf der Bühne zu stehen. Tracy weigert sich, ihm eine Rolle zu geben, weil er zu wertvoll als Tontechniker, Beleuchter und Manager ist. Am Abend wird ein Melodram aufgeführt. Edward will den durch ein Fenster spähenden Rimrock verscheuchen, als eine Explosion in der Bank alle erschüttert. Die Einwohner stürzen zur Verfolgung der Banditen hinaus. Um zu verhindern, dass die Leute ihr Geld zurückverlangen, will Tracy mit den Darstellern die Stadt verlassen. Edward soll alles zusammenpacken und nach Powder River nachkommen. Rimrock kann sich vor den Verfolgern in Edwards Wagen verstecken.
Als Edward aus der Stadt fährt, wird er von Rimrocks Männern aufgehalten. Rimrock will die Showgruppe als Tarnung für die nächsten Überfälle nutzen. So kann er die Banken ausspähen, die dann seine Männer ausrauben. Er gibt vor, die Männer fortzujagen, und setzt die Fahrt mit Edward fort. Der schlägt vor, dass Rimrock seinen Posten übernimmt, damit er endlich als Schauspieler auftreten kann. Tracy ist nicht begeistert, doch Rimrock zwingt Tracy zuzustimmen. Rimrocks Männer setzen Ralph außer Gefecht, so dass Edward seinen Part übernehmen kann.
Während der Vorstellung überfällt die Bande die Bank. Edward wird nach der Show von Marshal Clay über Rimrock verhört und dann als Komplize festgenommen. Rimrock befreit Edward und will ihm alles beibringen, damit er Bandenchef wird. Edward kann sich allerdings ein Leben als Bandit nicht vorstellen und läuft mit der Beute des Raubes davon. Er sucht Julie auf, um sich zu verabschieden, doch sie besteht darauf, dass er sich stellt und die Sache aufklärt. Noch während des Gesprächs wird Edward von einem Einwohner gesehen. Der mobilisiert einige Männer, die hinter dem flüchtenden Edward hinterherjagen. Edward führt die Verfolger unabsichtlich zum Versteck. Nach einem kurzen Kampf flieht die Bande, verfolgt von Marshal Clay.
Rimrock ist zurückgeblieben. Er mag Edward und lässt es so erscheinen, als habe dieser ihn gefangen genommen. Edward kassiert die auf Rimrock ausgesetzte Belohnung von 26.000 Dollar. Damit finanziert er seine eigene Show mit Julie als Sängerin. Später wird Rimrock aus dem Gefängnis entlassen und schließt sich Edwards Show an.

## Produktion

### Hintergrund
Gedreht wurde der Film von Mitte Februar bis zum 17. März 1949 in den Universal-Studios in Universal City. 

### Stab
Bernard Herzbrun und John DeCuir waren die Art Directors, Russell A. Gausman und Ruby R. Levitt die Szenenbildner, Rosemary Odell die Kostümbildnerin. Leslie I. Carey und Richard DeWeese waren für den Ton verantwortlich, Bud Westmore und Jack Kevan für das Make-up.

### Musik
Folgende Songs und Musikstücke werden im Film gespielt:
- Nola von Felix Arndt
- Waiting at the Church von Henry E. Pether und Fred W. Leigh
- Be My Little Baby Bumble Bee von Henry I. Marshall und Stanley Murphy
- Are You from Dixie? von Jack Yellen und George L. Cobb

## Synchronisation
Die deutschsprachige Synchronfassung entstand 1986 im Auftrag der ARD nach dem Dialogbuch und unter der Dialogregie von Heinz Giese bei der Berliner Synchron GmbH.
| Rolle          | Schauspieler    | Synchronsprecher       |
| -------------- | --------------- | ---------------------- |
| Edward Timmons | Donald O’Connor | Hans-Jürgen Dittberner |
| Rimrock Thomas | Walter Brennan  | Wolf Rahtjen           |
| Tracy Holland  | Vincent Price   | Jürgen Thormann        |
| Lily Martin    | Eve Arden       | Ursula Heyer           |
| Jake           | Joe Sawyer      | Klaus Sonnenschein     |
| Marshal Clay   | Harry Shannon   | Edgar Ott              |
| Julie          | Gale Storm      | Simone Brahmann        |

## Veröffentlichung
Die Premiere des Films fand am 25. Mai 1950 statt. In der Bundesrepublik Deutschland wurde er am 20. Oktober 1990 im deutschen Fernsehen ausgestrahlt.

## Kritiken
Das Lexikon des internationalen Films schrieb: „Weitgehend amüsante Westernparodie, die mit gutaufgelegten Darstellern humorvolle Unterhaltung liefert.“